# أرض جورج الخامس

موقع أرض جورج الخامس (بالأحمر) ، إقليم أنتاركتيكا الأسترالي في أنتاركتيكا

أرض جورج الخامس (بالإنجليزية: George V Land) هي جزء من القارة القطبية الجنوبية المزعومة بأنها تندرج تحت الإقليم الأسترالي في القارة القطبية الجنوبية، تقع الأرض ضمن ساحل جورج الخامس. وكما هو الحال مع جميع أجزاء القارة القطبية الجنوبية، فإن هذه الأرض تُعرَّف بواسطة خطي الطول: 142°02' شرقًا و153°45 شرقًا، وبموازاة 60° جنوبًا. استَكْشَف هذه المنطقة لأول مرة أعضاء من حزب القاعدة الرئيسة في البعثة الأسترالية للقارة القطبية الجنوبية (1911-1914)، تحت قيادة دوغلاس موسون، وأسموا هذه الأرض بـجورج الخامس نسبةً إلى ملك المملكة المتحدة جورج الخامس.

## روابط خارجية
- أرض جورج الخامس على موقع الماسح الجيولوجي الأمريكي
- أرض جورج الخامس على موقع اللجنة العلمية لبحوث القارة القطبية الجنوبية